# Golpe de Estado del 28 de mayo de 1926
La Revolución portuguesa de 1926 fue el nombre dado al golpe de Estado ocurrido en Portugal el 28 de mayo de 1926, protagonizado por un grupo de jefes militares, con el fin de derrocar al gobierno de la Primera República Portuguesa e instalar un nuevo régimen de carácter autoritario, llamado precisamente Ditadura Nacional, y precursor del Estado Novo impulsado por el dictador António de Oliveira Salazar en 1932.
La sublevación militar de mayo de 1926, no obstante, fue un evento que triunfó casi sin oposición en tanto la inestabilidad gubernamental y las feroces luchas entre partidos políticos habían debilitado gravemente el prestigio de la Primera República Portuguesa, al punto que gran parte de la administración pública del país se hallaba casi paralizada e inoperante debido a los repentinos cambios de gobierno motivados por intrigas políticas de la élite de dirigentes republicanos. Estos mismos líderes precisamente habían sido los inspiradores de la revuelta republicana de 1910 que había derrocado a la monarquía portuguesa.

## Antecedentes
La situación política de la Primera República Portuguesa se había deteriorado rápidamente desde la muerte del general Sidónio Pais en 1918, que había gobernado el país de modo autoritario que le valió ser apodado el Presidente Rey. Los posteriores gobiernos portugueses resultaron sumamente inestables, además de fugaces debido a la presión de los partidos políticos principales: el Partido Republicano y el Partido Demócrata, que luchaban por el poder en una vorágine de elecciones parlamentarias, votos de censura, y designación (y caída) de nuevos gabinetes. 
Una muestra de la situación era el hecho que entre los 16 años del derrocamiento del rey Manuel II (en 1910) y el golpe de Estado de 1926, Portugal tuvo 8 presidentes de la República, 38 primeros ministros y 45 cambios completos del Consejo de Ministros, más una Junta constitucional y un Gobierno provisional. El propio Parlamento cambió de integrantes siete veces en esos dieciséis años.
Las tensiones políticas de la incipiente industrialización portuguesa dieron origen a partidos socialistas y comunistas, cuyas ideas pronto ganaron influencia en sindicatos y gremios de artesanos, motivando huelgas y manifestaciones que también aumentaban la sensación de desgobierno en el país. Ante la ausencia de grandes consensos nacionales, hasta los antiguos partidarios de la Casa de Braganza intentaron una sublevación en enero de 1919, la cual fue sofocada pero no acabó con el movimiento monárquico.

## Descontento militar
Gradualmente los movimientos políticos de derecha decidieron lanzar una revuelta contra la Primera República, pero esta vez contarían con el apoyo de las fuerzas armadas, que si bien habían evitado intervenir en política hasta 1916 decidieron tomar una actitud más crítica hacia el gobierno republicano después de haber sido enviadas a luchar en Francia durante la Primera Guerra Mundial, conflicto para el cual los jefes militares consideraron no estar preparados, y que rechazaba gran parte de la opinión pública portuguesa al creer que los intereses nacionales no estaban amenazados por una lucha entre potencias europeas mucho más fuertes que Portugal.
El descontento entre los militares portugueses ya se había expresado en un intento de revuelta el 18 de abril de 1925 en Lisboa, presionando por un cambio de gobierno con carácter nacionalista. Aunque esta revuelta fracasó sí significó una preocupación para el Partido Republicano pues involucraba a altos oficiales en servicio activo, y los sublevados habían obtenido inspiración del reciente golpe de Estado del general Miguel Primo de Rivera en la vecina España, que desde 1923 era gobernada por un "Directorio Militar". Otra revuelta parecida sucedió en Lisboa el 19 de julio del mismo año, también sofocada tras la rendición de los golpistas.

## Sublevación militar
Tras un nuevo cambio gubernamental en diciembre de 1925, fue designado primer ministro el ingeniero António Maria da Silva, uno de los líderes del Partido Republicano Português que había dominado la vida política nacional desde 1910, pero su gobierno fue nuevamente complicado por las pugnas internas del Partido Republicano, manteniendo la inestabilidad constante en la administración. 
Los políticos de derecha habían abandonado hacía tiempo al Partido Republicano y simpatizaban con la idea de un "gobierno fuerte" que ya se había expresado en el fascismo italiano y que contaba con adherentes en varios puntos de Europa. Del mismo modo el marcado laicismo predominante en los líderes del Partido Republicano habían causado el resentimiento de muchos católicos contra el régimen, aparte que varios núcleos de monárquicos estaban dispuestos a apoyar una sublevación contra la República. Todos estos grupos formaron un difuso frente de conspiradores y lograron el apoyo del general José Augusto Alves Roçadas, un respetado veterano de la Primera Guerra Mundial que podía lograr la adhesión de ejército en una revuelta. No obstante, Alves enfermó gravemente y por tanto los políticos derechistas buscaron y obtuvieron la adhesión del general Manuel Gomes da Costa, quien lideraría la revuelta militar.
La sublevación armada empezó al amanecer del 28 de mayo de 1926 en la ciudad de Braga, foco de la militancia derechista y monárquica en el norte de Portugal, donde se reunieron líderes conservadores y derechistas aprovechando un congreso religioso. El plan de los sublevados era lograr la adhesión de las guarniciones vecinas a Braga y de ahí extenderse todo el país, lo cual no fue difícil en tanto los integrantes del ejército, tanto oficiales como reclutas, tenían pocos incentivos para defender a la Primera República, percibida como inestable, ineficiente, y beneficiosa tan solo para las élites intelectuales y políticas de Lisboa y Oporto.
Gomes da Costa logró el apoyo de las unidades militares del norte el mismo 28 de mayo, y a lo largo de la tarde del mismo día se unen a la revuelta las guarniciones de Oporto, Coímbra y Évora. Al día siguiente la noticia de la revuelta llegó a Lisboa, donde el militar derechista José Mendes Cabeçadas pide públicamente la dimisión del gobierno, lo cual es aceptado por el primer ministro António Maria da Silva, al conocerse que la guarnición de Lisboa y las fuerzas policiales apoyan el golpe. Inclusive los sindicatos socialistas y comunistas declaran su neutralidad en la lucha, rechazando defender al régimen contra el ejército. 
El presidente Bernardino Machado acepta la renuncia del gobierno pero los sublevados exigen también la dimisión presidencial. El presidente Machado acepta esta exigencia el 30 de mayo por ser evidente que ninguna fuerza política del país está dispuesta a defender a la Primera República, al punto que los propios jefes del Partido Republicano están dispuestos a aceptar la dictadura militar a cambio de estabilidad.

## Nuevo régimen
Se designa presidente y primer ministro a José Mendes Cabeçadas el mismo 30 de mayo, quien integra su gabinete con derechistas ajenos al Partido Republicano y disuelve por tiempo indefinido el parlamento el 3 de junio, sin resistencia. 
De la misma forma se prohíben todos los partidos políticos y se establece la censura de prensa, tomando el nuevo régimen un carácter más autoritario cuando el 3 de julio de 1926 se designa al general Óscar Carmona como presidente y primer ministro. A su vez Carmona nombró como ministro de finanzas al economista Antonio de Oliveira Salazar, que asumiría el poder supremo en 1932 para instalar su propia dictadura.